# Pomoy
Pomoy é uma comuna francesa na região administrativa de Borgonha-Franco-Condado, no departamento de Alto Sona. Estende-se por uma área de 7,51 km². Em 2010 a comuna tinha 213 habitantes (densidade: 28,4 hab./km²).